# Fordonia leucobalia
Fordonia leucobalia е вид змия от семейство Смокообразни (Colubridae).

## Разпространение
Видът е разпространен в Австралия (Западна Австралия, Куинсланд и Северна територия), Бангладеш, Виетнам, Индия, Индонезия (Калимантан, Малки Зондски острови, Малуку, Папуа, Суматра и Ява), Малайзия (Западна Малайзия и Саравак), Мианмар, Папуа Нова Гвинея, Тайланд и Филипини.